# Blepharodon lineare
Blepharodon lineare là một loài thực vật có hoa trong họ La bố ma. Loài này được (Decne.) Decne. mô tả khoa học đầu tiên năm 1844.